# Svetlana Bol'šakova
Svetlana Aleksandrovna Bol'šakova (in russo Светлана Александровна Большакова?; Leningrado, 14 ottobre 1984) è una triplista russa naturalizzata belga.

## Palmarès
| Anno                           | Manifestazione   | Sede       | Evento       | Risultato | Prestazione | Note |
| ------------------------------ | ---------------- | ---------- | ------------ | --------- | ----------- | ---- |
| In rappresentanza della Russia |                  |            |              |           |             |      |
| 2001                           | Mondiali allievi | Debrecen   | Salto triplo | Argento   | 13,32 m     |      |
| 2003                           | Europei juniores | Tampere    | Salto triplo | Bronzo    | 13,37 m     |      |
| 2005                           | Europei under 23 | Erfurt     | Salto triplo | Argento   | 14,11 m     |      |
| In rappresentanza del Belgio   |                  |            |              |           |             |      |
| 2009                           | Mondiali         | Berlino    | Salto triplo | 20ª (q)   | 13,89 m     |      |
| 2010                           | Europei          | Barcellona | Salto triplo | Bronzo    | 14,55 m     |      |
| 2011                           | Europei indoor   | Parigi     | Salto triplo | 13ª (q)   | 13,83 m     |      |
| 2012                           | Giochi olimpici  | Londra     | Salto triplo | 21ª (q)   | 13,84 m     |      |

## Onorificenze
- Gouden Spike (2010)